# Plesiocleidochasma septemspinosa
Plesiocleidochasma septemspinosa är en mossdjursart som beskrevs av Tilbrook 2006. Plesiocleidochasma septemspinosa ingår i släktet Plesiocleidochasma och familjen Phidoloporidae. Inga underarter finns listade i Catalogue of Life.